# 러시아 고속도로
러시아의 국영기업인 러시아 고속도로(러시아어: Государственная компания «Российские автомобильные дороги», 약칭 Автодо́р)는 러시아의 고속도로를 건설 및 관리하는 공기업이다. 2009년에 설립되었으며, 모스크바에 본사를 두고 있다.
자동차 전용도로와 고속도로의 건설, 개발, 운영을 위해 연방 예산에서 자금을 할당하고 관리한다. 장기 인프라 프로젝트 구현을 위해 민간 부문의 투자를 유치하고 있다.